# タイ料理

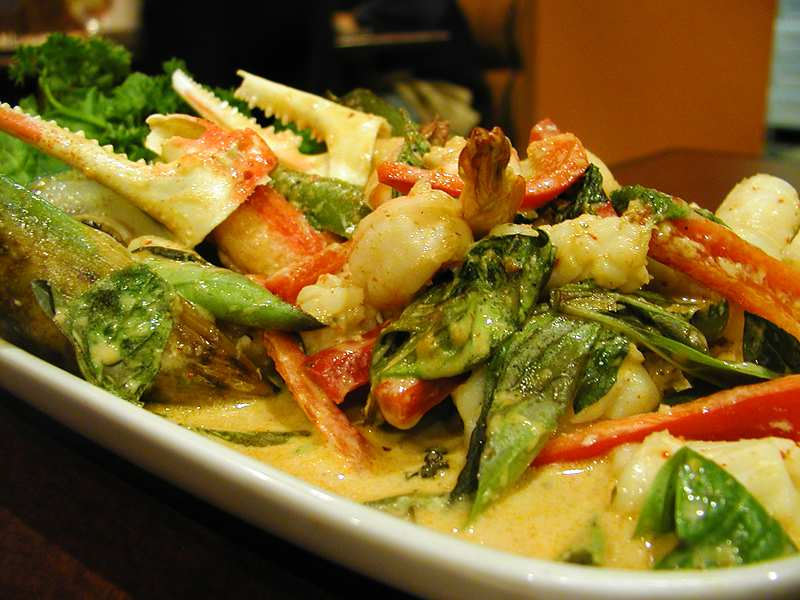
魚介類のゲーン・キヨウ・ワーン（グリーンカレー）

タイ料理（タイりょうり）（タイ語: อาหารไทย アーハーンタイ）は、東南アジアのタイの料理である。中国やカンボジア、マレーシア、ラオス、ミャンマーなどの周辺諸国の料理の影響を受けており、香辛料、香味野菜やハーブを多用し、辛味、酸味、甘味などを多彩に組み合わせた味付けに特徴がある。

## 特徴

### 食材

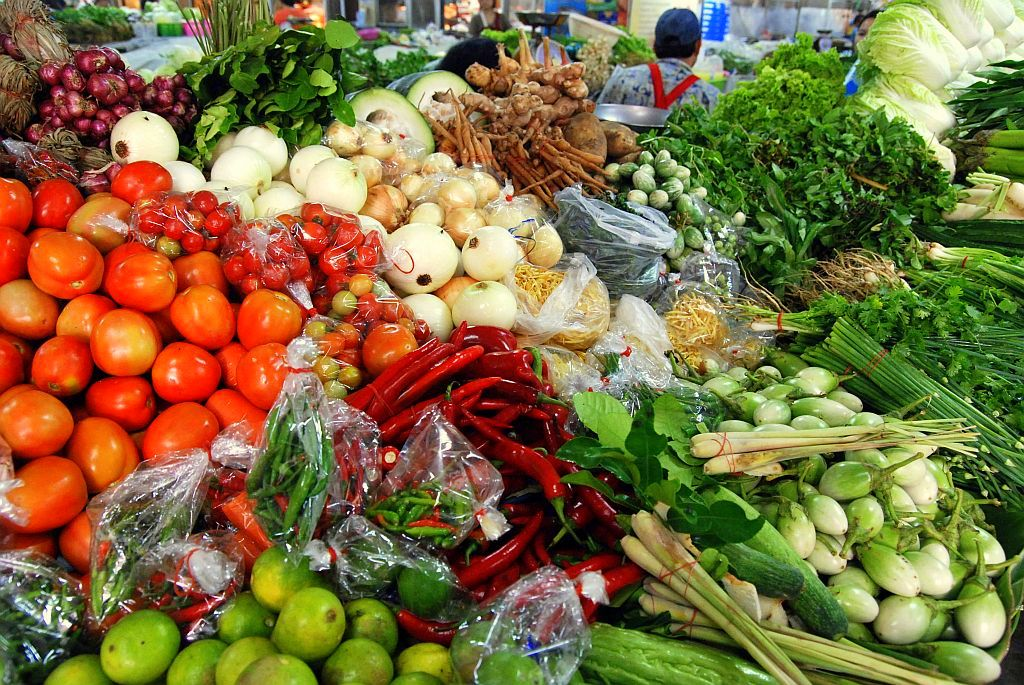
野菜と香草。チェンマイのタニン市場にて。

主食は米で、インディカ種の一種であるタイ米が広く食べられている。北部や北東部では、長粒種のもち米も常食される。このため、献立には米に合うおかず（ガップ・カオ(กับข้าว)＝「米と(食べるもの)」）が複数用意される。中部タイの基本的な食事では、白米にスープ、野菜炒め、肉料理など、数品のおかずが添えられるのが一般的である。これに対し、麺類は軽食という位置づけがなされる。
肉類は豚肉と鶏肉が中心であり、牛肉の消費量は少ない。アヒル肉やスイギュウ肉も食べられる。魚は海岸部以外ではティラピアやライギョやナマズ類などの川魚が中心で、主に揚げ物、焼き物、スープ、カレーに使用される。エビ（川エビ）、カニ、イカ、二枚貝もよく用いられる食材である。
野菜ではナス、ヨウサイ（空心菜）、カボチャ、カイラン、ツルレイシ、キンサイ、オランダガラシ、エシャロットなどが頻繁に使われ、ピーナッツ、カシューナッツもよく添えられる。ネジレフサマメノキの豆（สะตอ サトー）、シカクマメ（ถั่วพู トゥアプルー）、ジュウロクササゲ（ถั่วฝักยาว）も食べられる。
果物の種類は非常に豊富で、スイカ、バナナ、ドリアン、マンゴスチン、ミカン、パイナップル、ランブータン、パパイヤ、ザボン（ブンタン）、リュウガン、マンゴー、レイシ、パラミツ、レンブ、グアバ、タマリンドなどさまざまである。これらは生のままで食べるだけでなく、ジュースにして飲むことも多い。また、熟す前の青いパパイヤやパラミツは野菜として扱われ、前者はソムタム、後者はタム・カヌーンというサラダやゲーンの具として利用される。

### 調味料

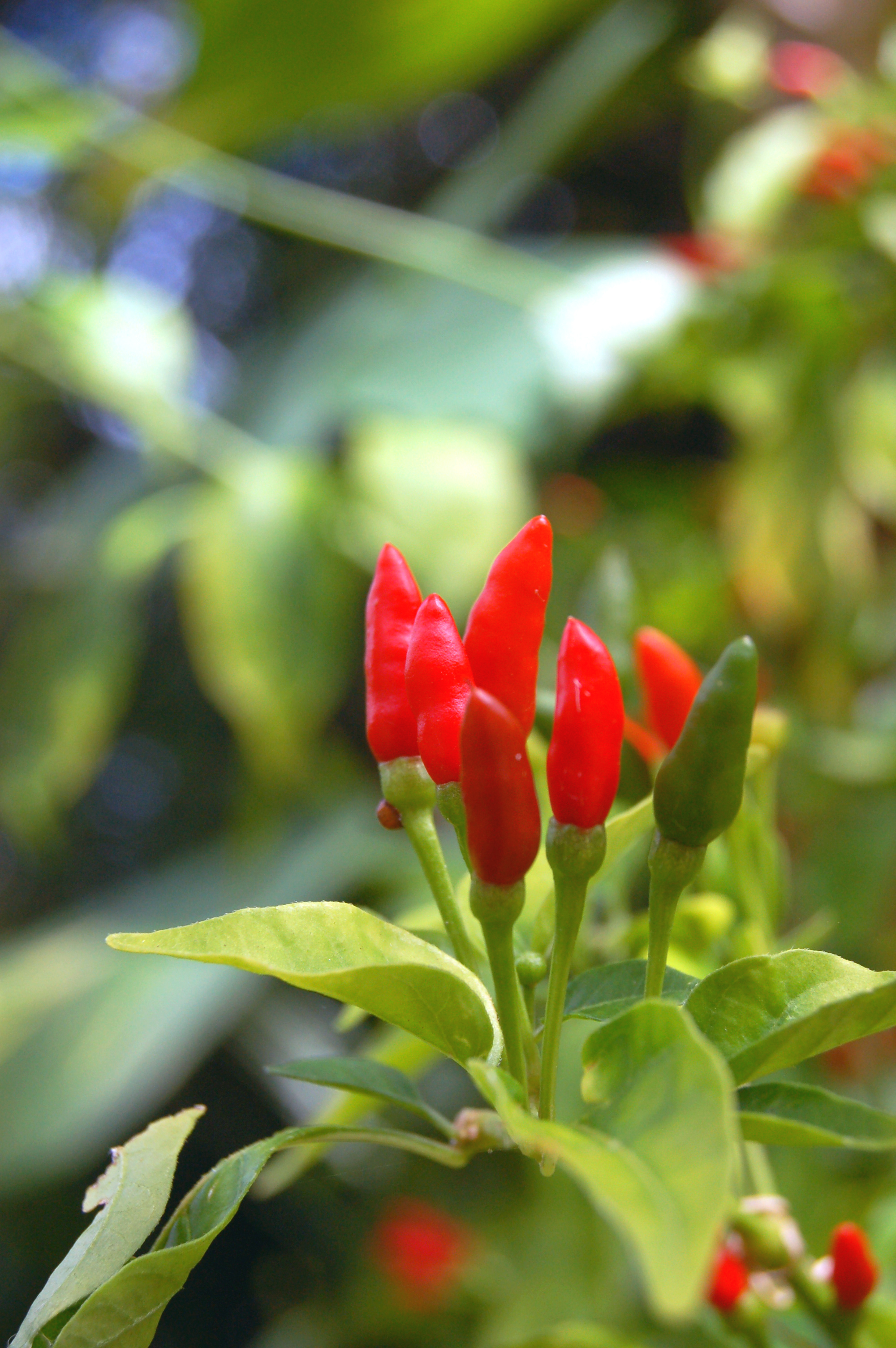
プリッキーヌー

ベトナム料理やカンボジア料理などと同様に、味付けの基本は魚醤である。タイの魚醤はナンプラー（น้ำปลา）と呼ばれ、アンチョビなどの魚を塩漬けし、発酵によって魚のタンパク質から生じるアミノ酸を豊富に含む、醤油に似た液状の調味料である。プラーラー（ปลาร้า）は魚肉の固形分を含む不透明の魚醤で、イーサーンではソムタムの味付けなどに用いられる。ナンプラーほどではないが、カピ（กะปิ）と呼ばれる、インドネシアのトラシに似た固形のシュリンプペースト（蝦醤）も用いられる。また、プリッキーヌー（พริกขี้หนู）と呼ばれる小粒の唐辛子が頻繁に使用される。タイ料理に辛い料理が多いのは、このためである。ゲーン（いわゆるタイカレーを含む汁物）にはしばしばココナッツミルクが用いられ、料理にコクをあたえている。パクチーやレモングラス、カミメボウキなどの香草やコブミカンの葉、ニンニク、エシャロット、ウコン（ขมิ้น カミン）、バンウコン（ข่า カー）やオオバンガジュツ（กระชาย クラチャーイ）の根茎、コリアンダーの根などをすりつぶしたペースト（クルーン・ゲーン）をゲーンや炒め物の味付けに用いる。炒め物にはライム（มะนาว マナーオ）が添えられることが多く、各自で搾って好みの酸味をつける。
中華料理の調味料は炒め物や麺料理などに用いられる。ソイソースであるシーユーは用途によってシーユー・ダム（濃口醤油）とシーユー・カーオ（淡口醤油）などを使い分ける。ダイズを発酵させた薄黄色のタオチャオ（黄醤）やオイスターソース（ซอสหอยนางรม ソス・ホーイナンロム）も用いられる。
タイ料理では、ひとつの料理に辛味、酸味、甘味などが混ざり合い、複雑な味覚を醸し出している状態が美味とされている。このため食堂には砂糖（น้ำตาล ナームターン）、ナンプラー（น้ำปลา）、唐辛子の酢漬け（พริกน้ำส้ม プリッナームソム）、粉唐辛子（พริกป่น プリックポン）を入れた容器のセット（เครื่องปรุง クルアンプルン）が必ず置かれ、各自が供された料理を好みの味付けに整えてから食べるのが普通である。

## 地域性
イーサーンやタイ北部はもともとタイ中部とは異なる文化圏に属するため、もち米を主食としたり、昆虫食の伝統があり、異なる食材を用いるなど、料理にも特色が多く、ラオス料理との共通点が多い。北部では、ビルマ料理の影響も見られる。ココヤシの栽培には適さない気候のため、伝統料理にはココナッツミルクをあまり使用しない。タイ北部やイーサーンで慶事や仏事の際に供される格式の高い料理をカントーク料理という。
古くからアラブ人やペルシア人商人が寄港した南部には、マレー料理および間接的にアラブ料理やペルシア料理の影響を受けたゲーン・マッサマン（ムスリム風カレー）やビリヤニの一種とされるカーオ・モクなど独特の料理がある。最南部に多いムスリムは、他の地域のムスリム同様に豚肉を禁忌とし、ギーやヨーグルトを料理に用いる。

## 他国の料理の影響

### 中華料理

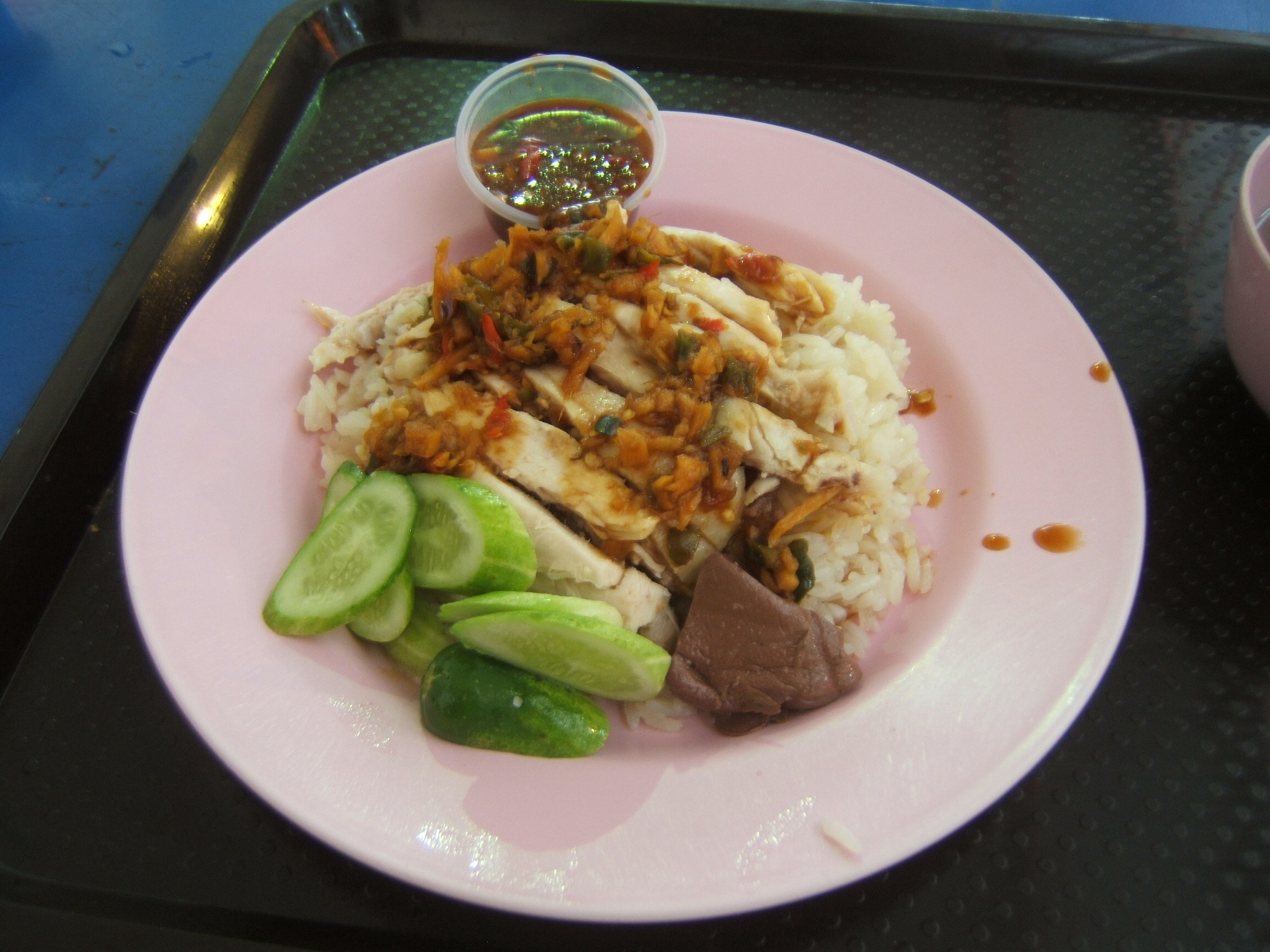
カオマンガイ

近代に入り、多数のタイ華僑の出身地であった広東省の文化が流入した。潮州料理を中心とする、さまざまな中華料理が流入した。いくつかのものは現地化してタイ料理の定番メニューになっている。たとえばライスヌードルの一種クァイティオ（ก๋วยเตี๋ยว）は潮州の「粿条」（コエティオウ）、カオマンガイは海南省の「文昌鶏」（ブンチアンコイ）などである。また、朝食に中華粥を食べる習慣もタイの食生活に広く浸透しており、ジョーク（โจ๊ก。広東語で粥）と呼ばれる雑炊に似た広東風の粥を朝食に出す料理店や屋台が多い。鹹蛋や中華風の漬物を調味料として用いることも中華料理の影響である。

### ビルマ料理
ビルマ料理の影響は、タイ北部を中心に見られる。麺料理カオソーイ（ข้าวซอย）が代表的。この地方にもラペソーのような食べ茶の習慣があったが、現在ではハイゴショウの葉で刻みショウガやココナッツ、プリッキーヌーなどを包んで食べるミアン・カム（เมี่ยงคำ）が食べ茶の習慣に代わっている。

### ベトナム料理
屋台料理のカノム・ブアン・ユアン（ขนมเบื้องญวน）はベトナム料理のバインセオが元になっている。

### マレー料理
サテ、ロティ、ロティ・マタバ、ロッチョン（チェンドル）などのマレー料理の軽食は、主に屋台でよく見られる。タイ南部では米の代わりにロティをゲーンと食べることがある。

### ポルトガル料理
フォーイ・トーンなど、タイ中部の卵を用いるデザートは、ポルトガル料理の影響が大きい。これはポルトガル人の血を引く女性宮廷菓子職人ターオ・トーンキープマーの貢献によるものとされる。

## 食事の作法

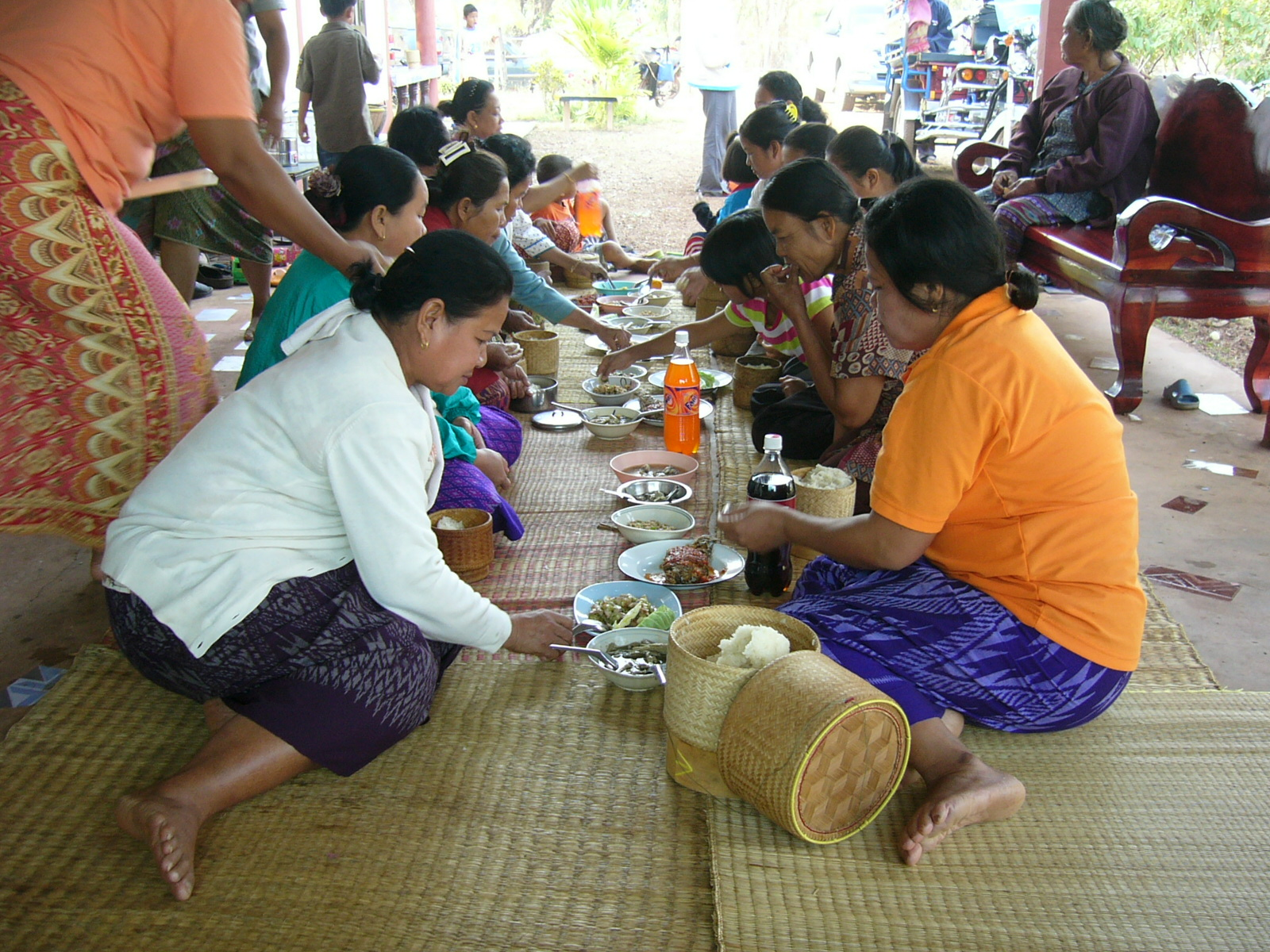
もち米の食事。ウドーンターニー県バーンドゥン郡にて。

伝統的には食事は手を使って食べられていたが、今日では、フォークとスプーンを使用するのが一般的である。通常はフォークを左手に、スプーンを右手に持ち、フォークでスプーンの上に食品を載せて食べる。供された料理を食べやすい大きさに切るときもスプーンを用いる。食べ終わったら、皿の上にそろえて置くのが行儀がよいとされる。箸の使用は汁麺を食べる際や、中華料理、日本料理のレストランで食事をする際に限られる。器を持ち上げて食事をするのはマナー違反とされる。
主食がもち米の場合は、今日においても手を使う。手で蒸したもち米を適量ちぎりとり、手のひらで握ってちょうど握り寿司のご飯のような円筒形の形状にととのえ、おかずにつけて食べる。この際、インドやイスラム世界とは異なり、右手だけで食べなければならない決まりはない。ただし古くは、バラモン文化の浸透した上流の階層において、タイでも左手は「不浄の手」として浸透している、と主張する人もあった。しかし、上流階級の住むタイ中部においては、食事の作法はフォークとスプーンに移行して、手を用いることはなくなった。もち米を食べる習慣がある東北地方や北部地方においては、現在においても、左手も右手と同様に使用して食事を楽しんでいる。

## 代表的なタイ料理

### 軽食・前菜

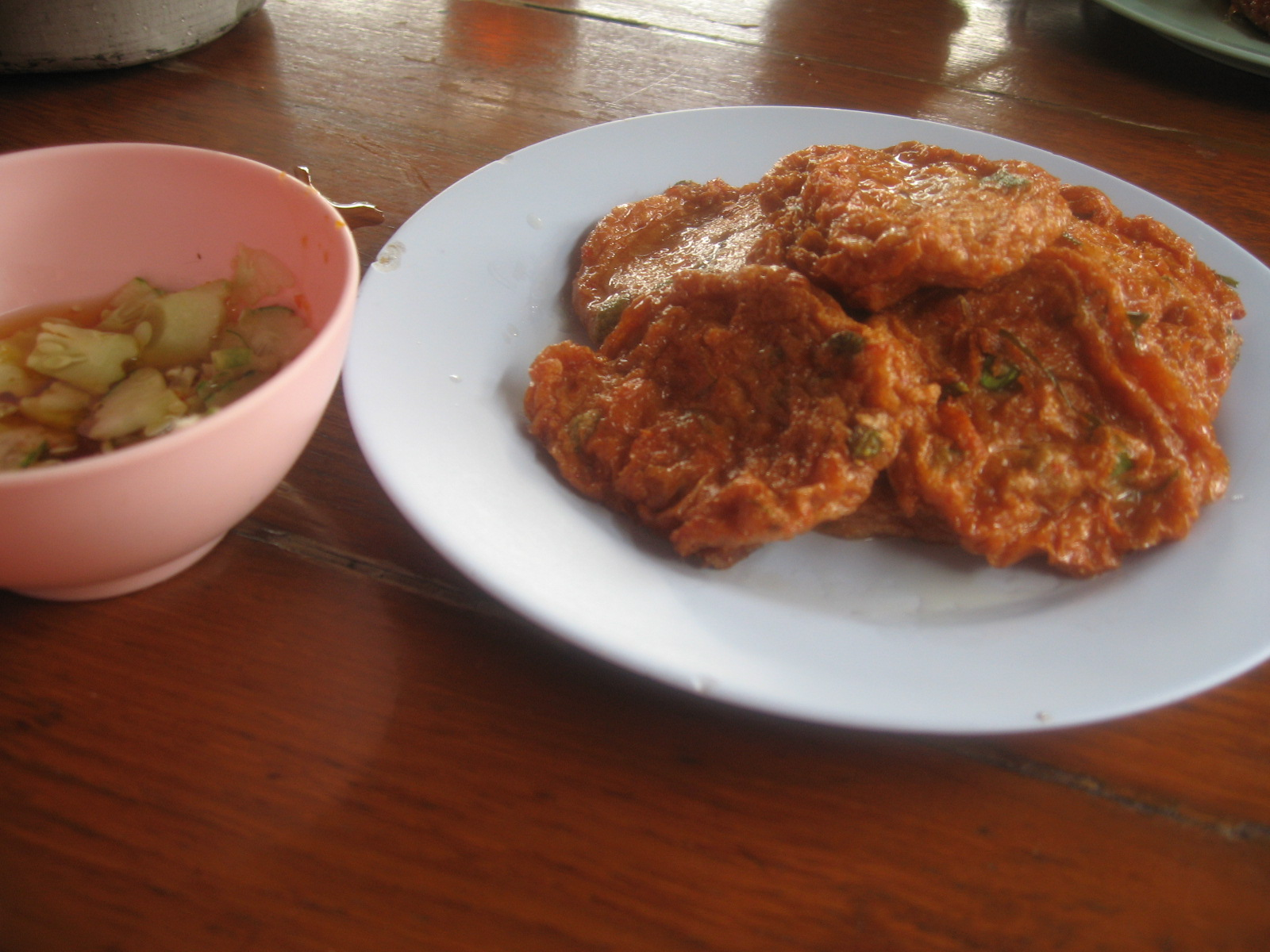
トーッマン・プラーとつけだれ

- トーッマン・クン（ทอดมันกุ้ง）：海老を使ったタイ風薩摩揚げ。
- トーッマン・プー（ทอดมันปู）：蟹を使ったタイ風薩摩揚げ。
- トーッマン・プラー（ทอดมันปลา）：魚肉(主に雷魚)を使ったタイ風薩摩揚げ。
- パッ・パッブン(パックブン・ファイデーン)（ผัดผักบุ้ง）：ヨウサイ炒め。
- パートンコー（ปาท่องโก๋）：油条
- ロティ（โรตี）：マレー料理のロティ・チャナイが元で、生地を薄くのばし、バナナ、チョコレート、鶏卵、ジャムなどを包んで焼く。
- ロティ・マタバ：鶏肉とジャガイモをカレー粉、タマネギ、ニンニク、鶏卵と煮込み、ロティに包んだ料理。
- サラパオ（ซาลาเปา）：タイ風焼包。
- カノム・ブアン・ユアン（ขนมเบื้องญวน）：タイ風バインセオ。バンサオ（บั๊ญแส่ว）とも呼ばれる。

### スープ・ゲーン

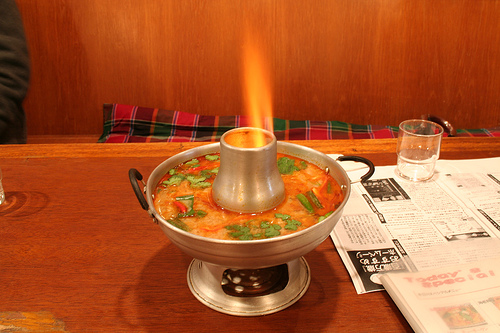
トムヤムクン

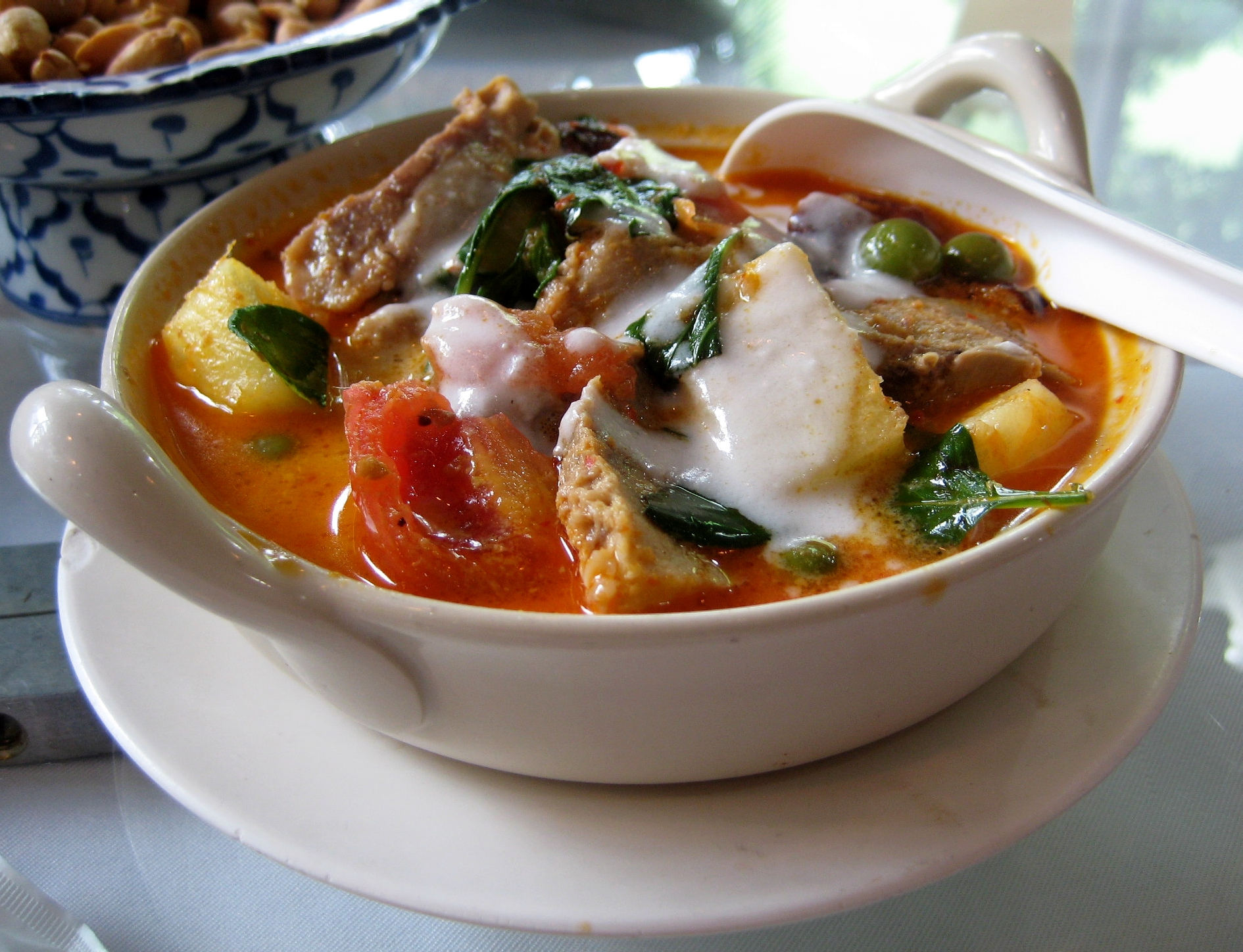
アヒルのゲーン・ペット

- トムヤムクン（ต้มยำกุ้ง）：エビなどが入ったハーブの効いた酸味のある辛いスープ。
- トムカーガイ（ต้มข่าไก่）：鶏肉をココナッツミルクで煮込んだガランガルの効いたスープ。
- トムチャプチャイ（ต้มจับฉ่าย）：潮州料理の雑菜が元になった、野菜と豚肉の煮込みスープ。
- ゲーンヂュート・ルークチン・ムー（แกงจืดลูกชิ้นหมู）：豚肉団子入りすまし汁。その他玉子豆腐や海苔や春雨が入る場合もある。トムヂュート（ต้มจืด）と呼ばれる場合もある。
- ゲーン・ペット（แกงเผ็ด）：レッドカレー。辛口の赤いカレー。
- ゲーン・キヨウ・ワーン（แกงเขียวหวาน）：グリーンカレー。甘口気味の薄緑色のカレー。
- ゲーン・ガリー（แกงกะหรี่）：イエローカレー。日本のカレーに似た黄色のカレー。
- ゲーン・ソム（แกงส้ม）：酸味のあるカレー。
- ゲーン・マッサマン（แกงมัสมั่น）：シナモンなどのスパイスの効いた甘口の南部のムスリム風カレー。

なお、ココナッツミルクを用いたゲーン（แกง）をタイカレーと呼ぶのは欧米や日本における通称であり、インド料理のカレーとは香辛料や風味が異なる全く別の料理であり、タイ人はカレーとは呼ばないが、タイ国内の料理店の英語のメニューなどでも観光客にわかりやすいように curry と訳されている例がある。

### サラダ、和え物

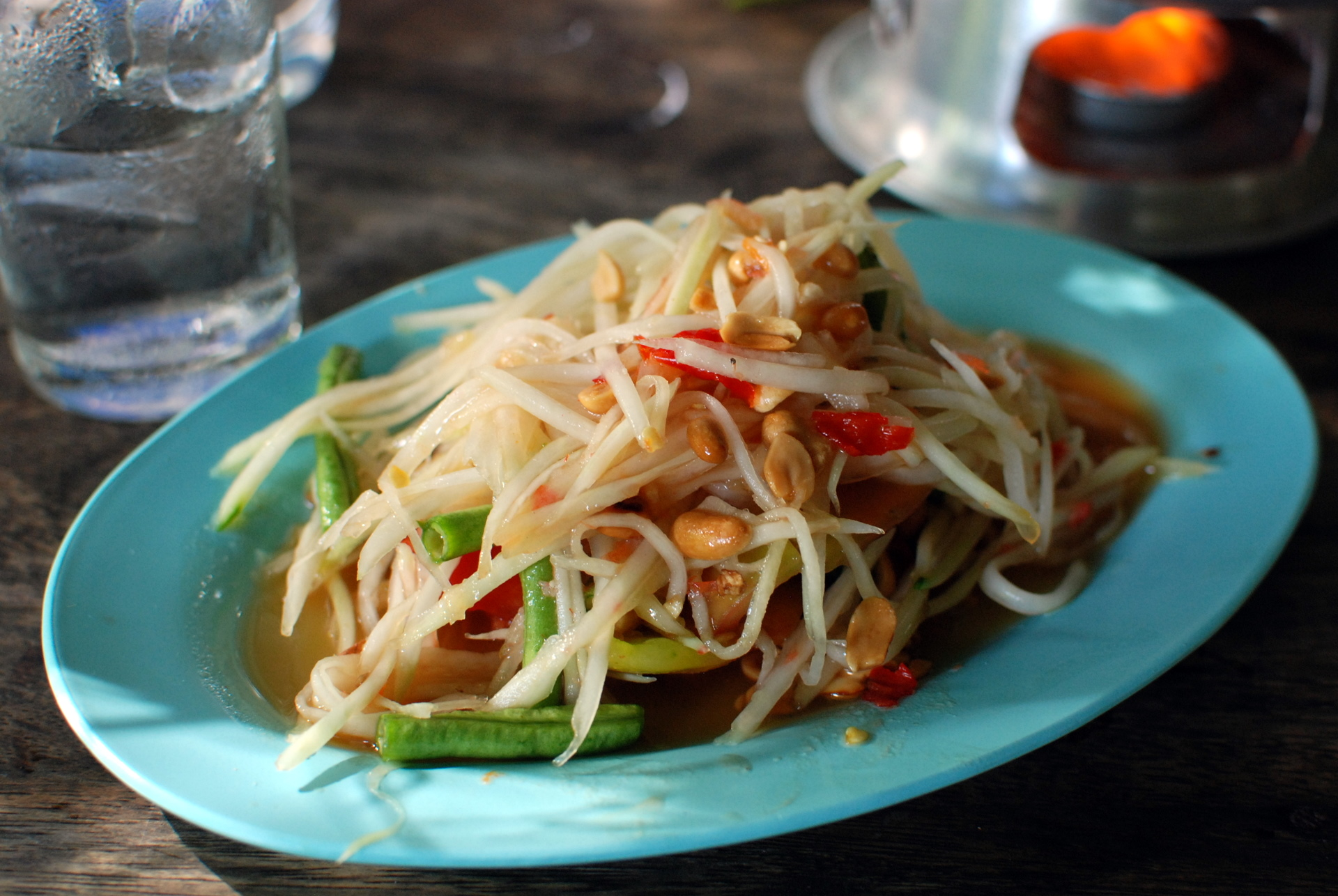
ソムタム

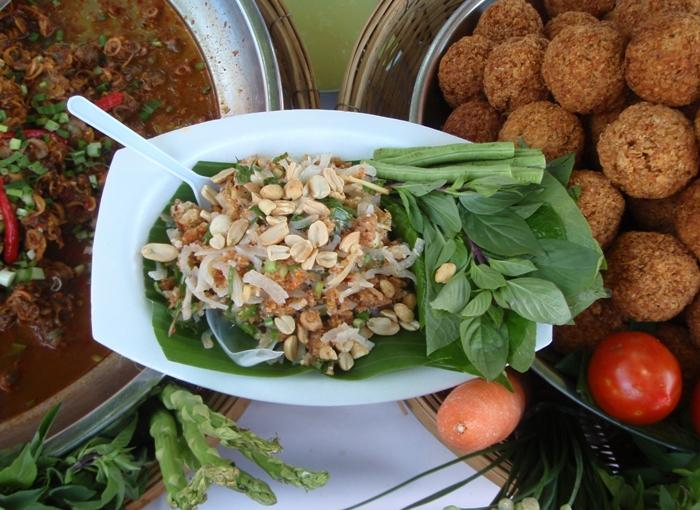
ヤム・ネーム（イーサーンのネームの和え物）

- ソムタム（ส้มตำ）：青いパパイヤの繊切りを他の具や調味料と搗き混ぜたサラダ。
- ヤムウンセン（ยำวุ้นเส้น）：春雨のヤム（酸味のある和え物）。
- ラープ（ลาบ）：挽肉を香草などと和えた料理。イーサーン料理そしてラオス料理。
  - ラープガイ（ลาบไก่）

### 麺類

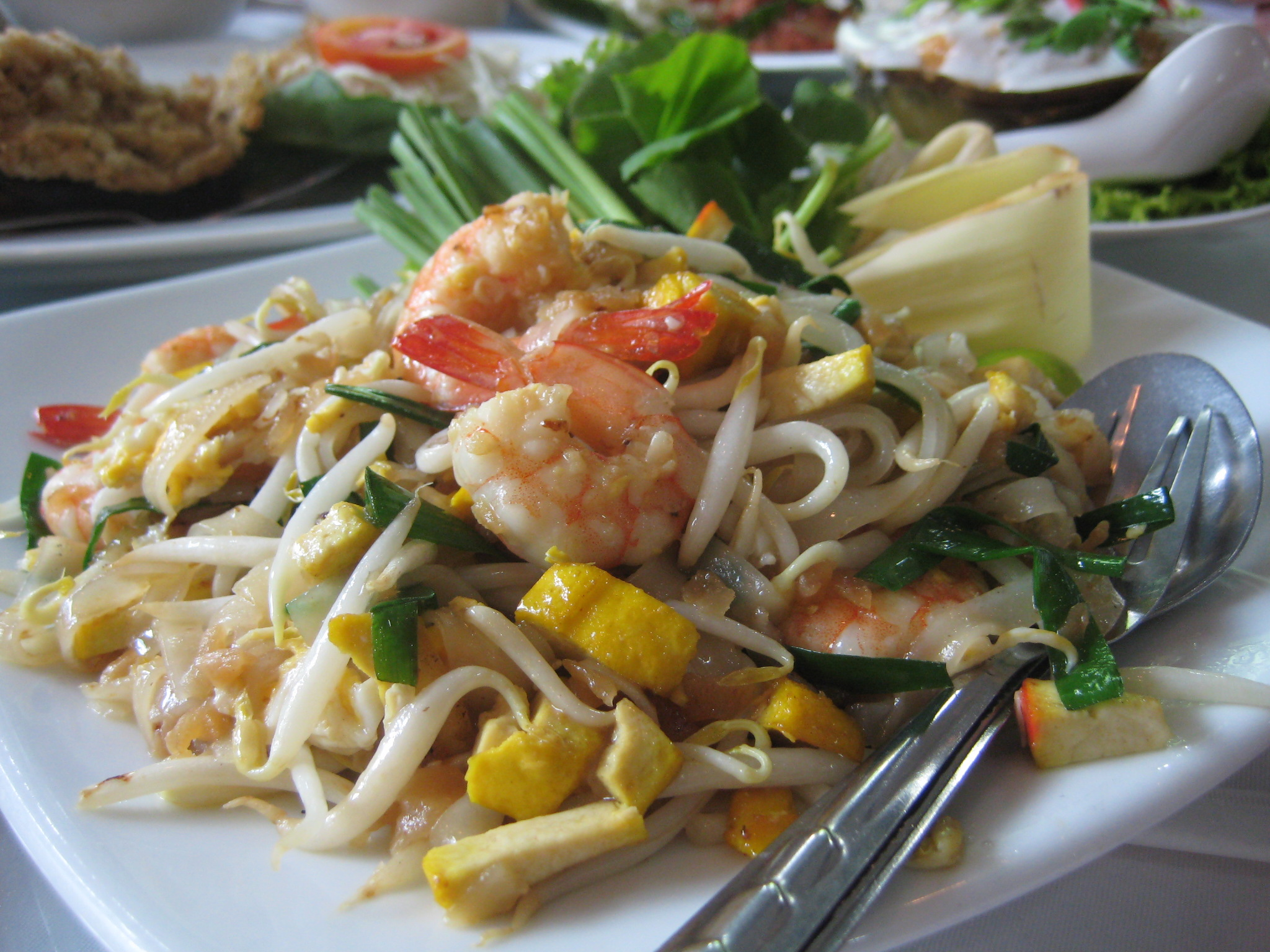
パッタイ

- バミー（บะหมี่）：小麦粉の中華麺の料理。汁麺のバミー・ナーム、炒め麺のバミー・ヘーンに分けられる。
- クァイティオ(河粉)（ก๋วยเตี๋ยว）：潮州の粿条が元になったライスヌードル。汁麺のクァイティオ・ナーム、炒め麺のクァイティオ・ヘーンの他、パッタイなど様々な麺料理に使われる。

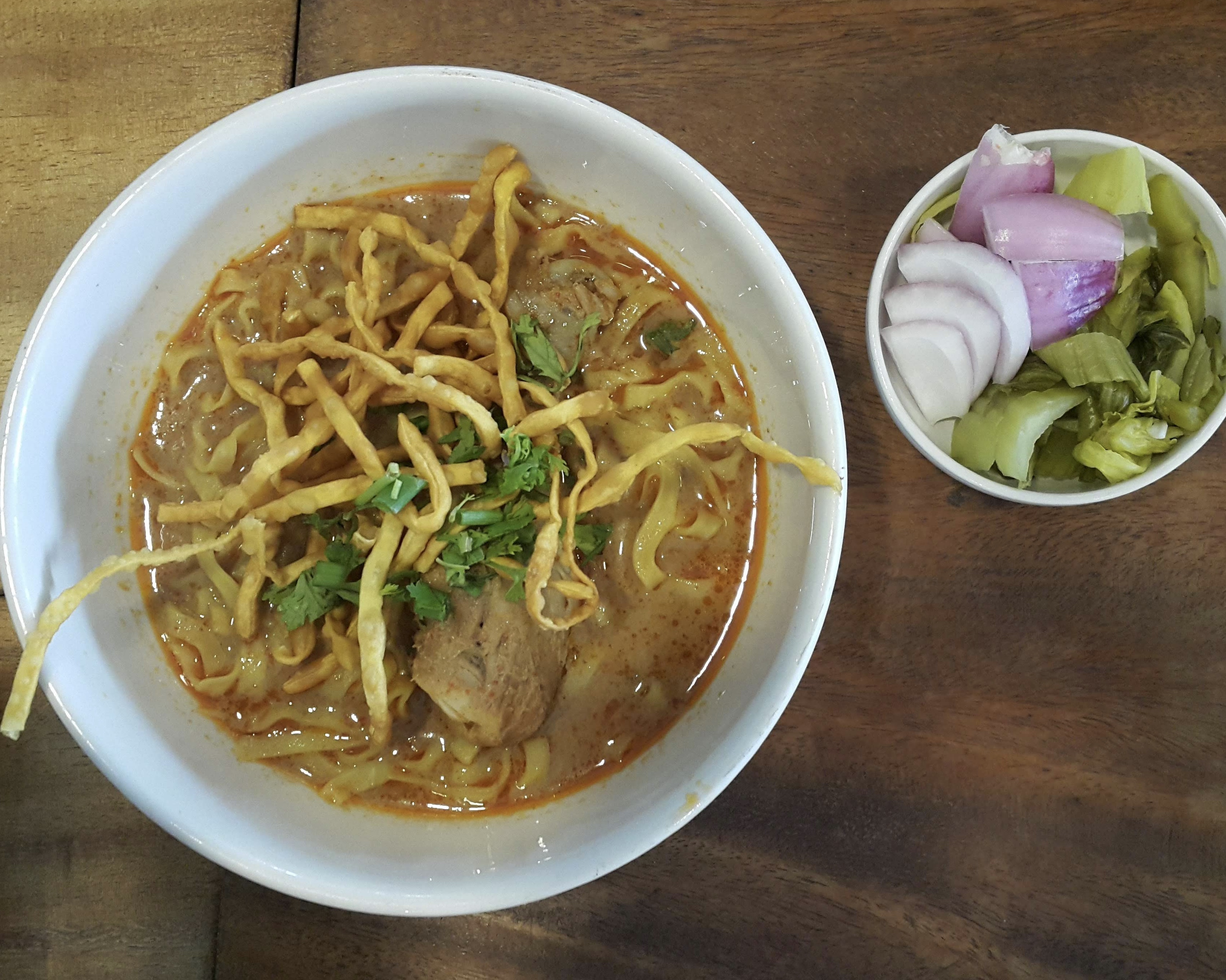
カオソーイ

- カオソーイ（ข้าวซอย）：ココナッツミルクと香辛料を用いた北部地方のミャンマー風汁麺。
- パッタイ（ผัดไทย）：エビやモヤシが入ったクァイティオの甘酸っぱい炒めもの。
- パッキーマオ（ผัดขี้เมา）：太いクァイティオで作った激辛の炒めもの。
- パットママー（ผัดมาม่า）：タイで人気のインスタントラーメンのママーを使って作る焼きそば。
- イェン・ター・フォー：豆腐を紅麹で発酵させたものとつみれ、つくねなどをベースとした、ピンク色の麺料理。
- カノム・ジーン・ナムヤーガティ（ขนมจีนน้ำยากะทิ）：カノム・ジーンというそうめんのような米麺に、タイカレーなどのつけダレをつけて食べる料理。その昔タイ国王ラーマ5世が食欲が無いのを心配してハーブの効いたカレーのつけダレを考えてお出ししたところ国王が召し上がって、元気になられたので「ナムヤー」の名が付いたと言う。[3]

### 米料理

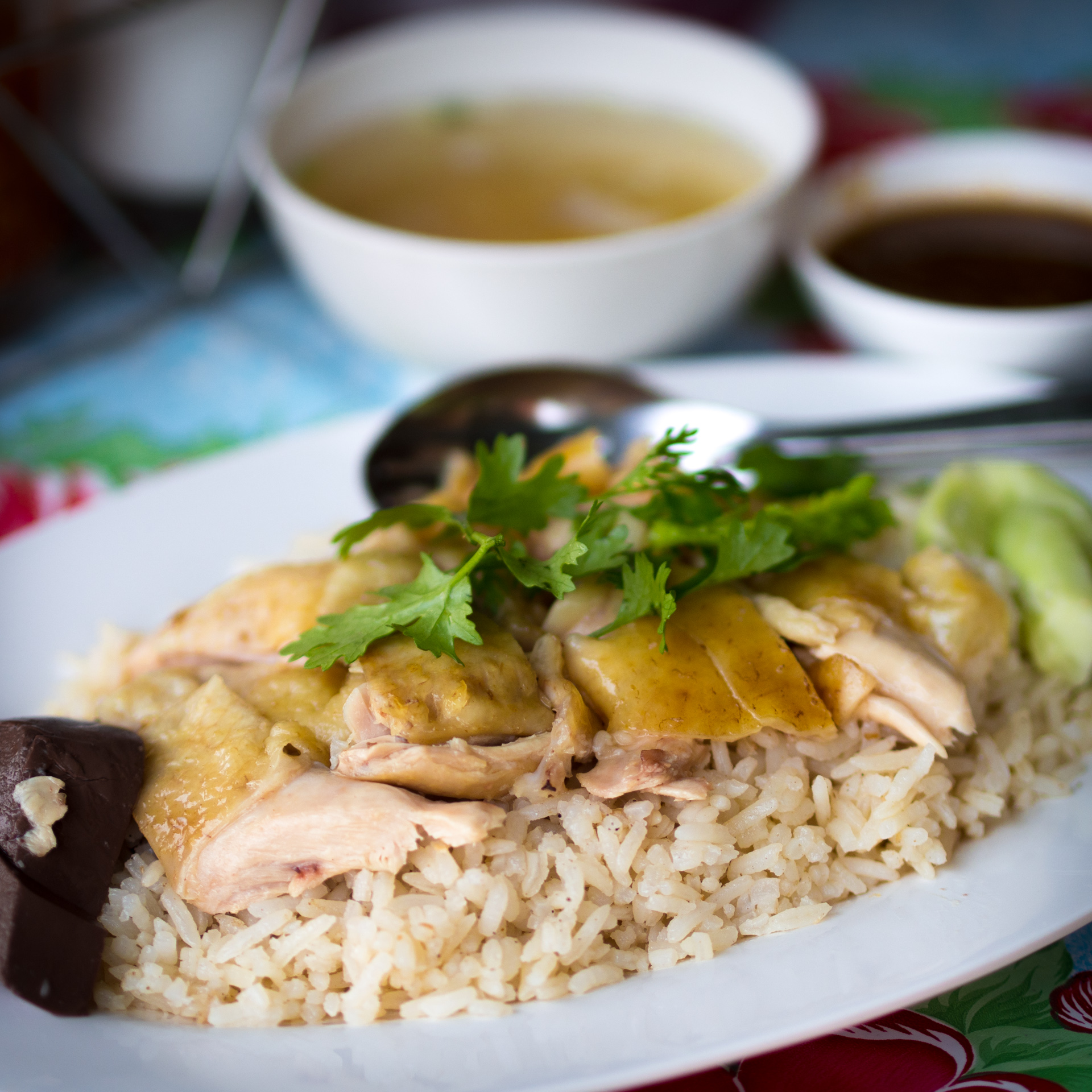
カオマンガイ

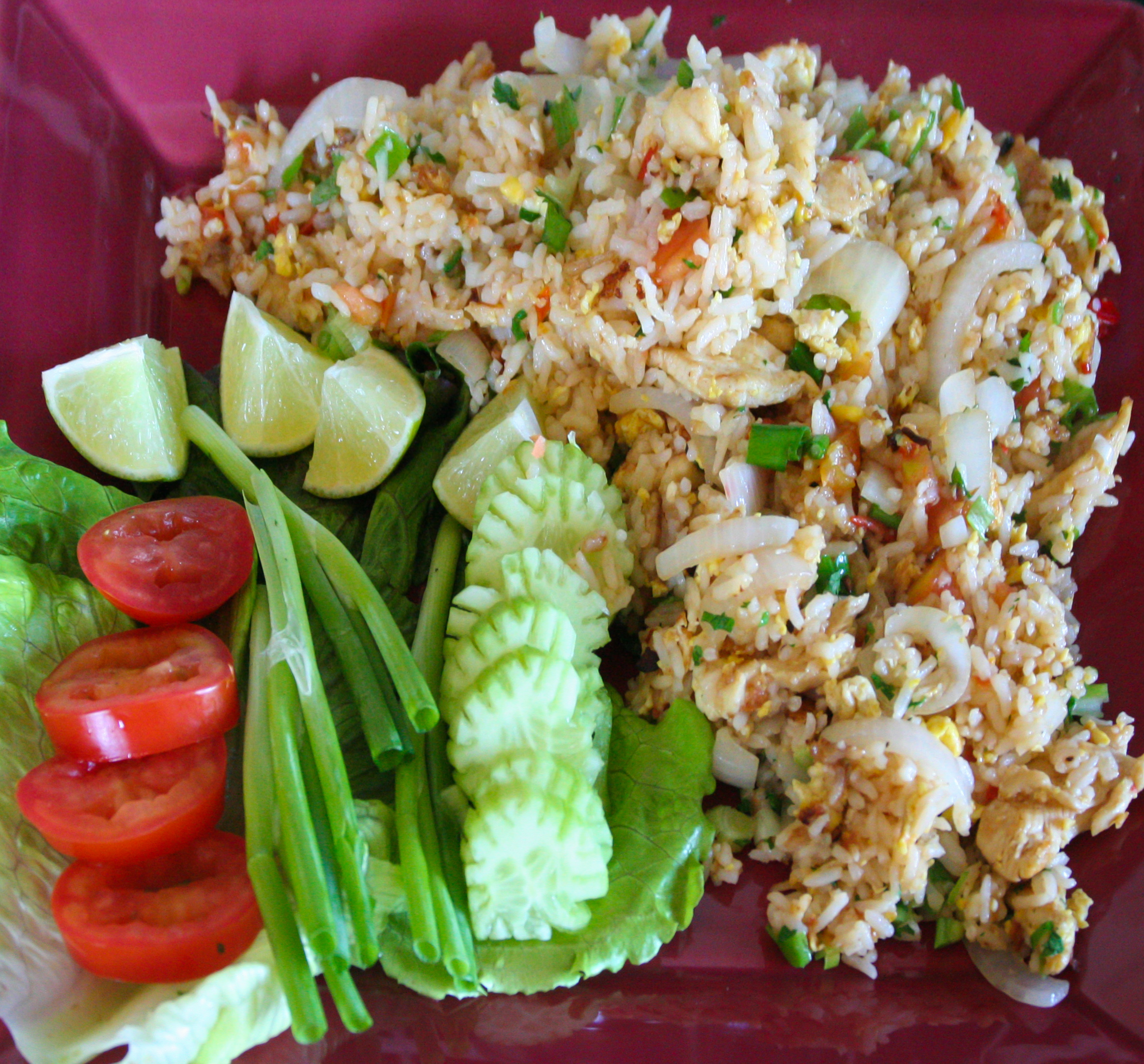
カーオ・パッ（炒飯）

- カーオ・オプ・サパロッ（ข้าวอบสับปะรด）：中をくりぬいたパイナップルを器にした炊き込みご飯。
- カオマンガイ（ข้าวมันไก่）：鶏を丸ごと茹で、そのスープでご飯を炊いた料理。茹でた鶏を切り身にして上に乗せて供する。
- ジョーク（โจ๊ก）：卵、生姜などで味付けした雑炊に似た粥。砕米から作られる。
- カーオ・トム（ข้าวต้ม）：煮込んで作る粥。
- カーオ・マン（ข้าวมัน）：ココナッツミルクで炊いたご飯。
- カーオ・モク・ガイ（ข้าวหมกไก่）：タイ風の鶏肉のビリヤニ。
- カーオ・ムー・デーン（ข้าวหมูแดง）：叉焼のせご飯。
- カーオ・パッ（ข้าวผัด）：炒飯。ナンプラーで塩味をつける。
  - カーオ・パッ・プー（ข้าวผัดปู）：カニ入り炒飯。
  - カーオ・パッ・クン（ข้าวผัดกุ้ง）：エビ入り炒飯。

### 肉・魚・鍋料理

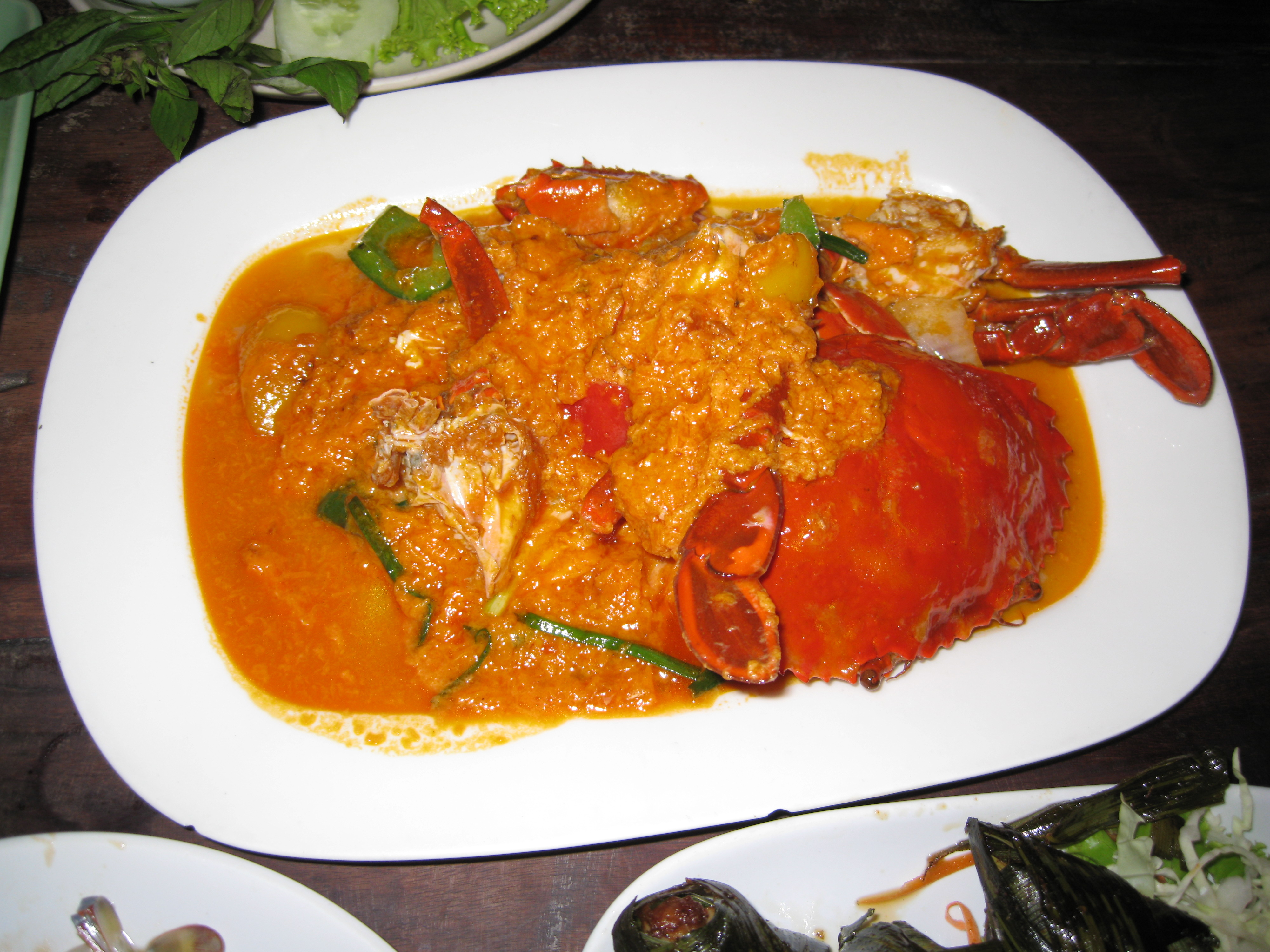
プー・パッ・ポン・カリー

- クン・オプ・ウンセン（กุ้งอบวุ้นเส้น）：エビと春雨の土瓶蒸し。
- タイスキ（สุกี้ยากี้）：タイ式鍋料理。しゃぶしゃぶや中華料理の火鍋のように肉や野菜を出汁で煮て、たれをつけて食べる。
- チムチュム（จิ้มจุ่ม）：イーサーン式のハーブ鍋。土鍋にハーブや唐辛子を入れたスープを煮立て溶き卵を絡ませた肉や野菜や春雨などを煮て、ナムチムジェーオ（น้ำจิ้มแจ่ว）というタマリンドの酸味の効いた辛いたれなどをつけて食べる。
- ムーガタ（หมูกระทะ）：焼肉と鍋物が両方楽しめるジンギスカンのような鍋で食べる鍋料理。中央の部分で肉を焼き周りの凹みの部分で野菜や春雨や豆腐やキノコなどを出汁で煮て、たれをつけて食べる。バンコクでは ブッフェ形式のムーガタ店も存在し、ムーガタ以外にもグリルシーフードやソムタムなど他のタイ料理なども楽しめる。ラオスではシンダート（ຊີ້ນດາດ）と言う。
- ネーム（แหนม）：タイ風の生ソーセージ。
- プー・パッ・ポン・カリー（ปูผัดผงกะหรี่）：ぶつ切りにしたカニをカレーソースで炒め、溶き卵で閉じた料理。
- プラーサムロッ（ปลาสามรส）：酸味のあるソースで和えた魚料理。サムロッとは「3つの味」と言う意味。
- ホイラーイ・パッ・ナームプリッパオ（หอยลายผัดน้ำพริกเผา）：スパイスの効いたアサリの炒め物。

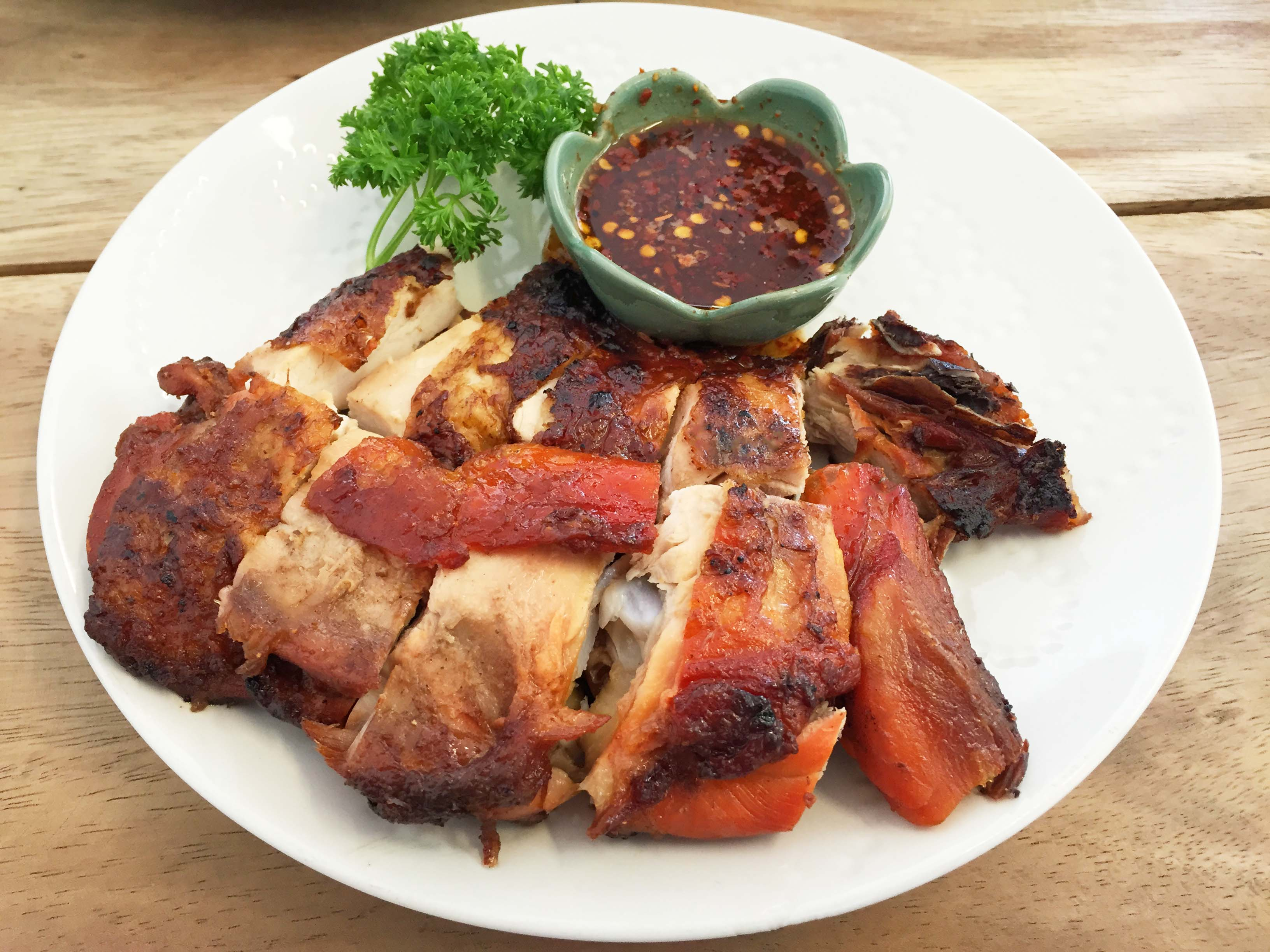
ガイ・ヤーン

- ガイ・ヤーン（ไก่ย่าง）：ニワトリを1羽まるごと開いて平らにし、炭火で焼いたイーサーンやラーオ族の料理。
- ムーピン（หมูปิ้ง） ：豚肉の串焼き
- サテ（สะเต๊ะ）：鶏肉や豚肉のインドネシア風串焼き。キュウリのつけだれをつけて食べる。
- オースワン（ออส่วน）
- コーム・ヤーン（คอหมูย่าง） ：香ばしく焼き上げた豚ののど肉（豚トロ）。
- ガイ・パット・メットマムアン（ไก่ผัดเม็ดมะม่วงหิมพานต์）:鶏肉のカシューナッツ炒め

### デザート

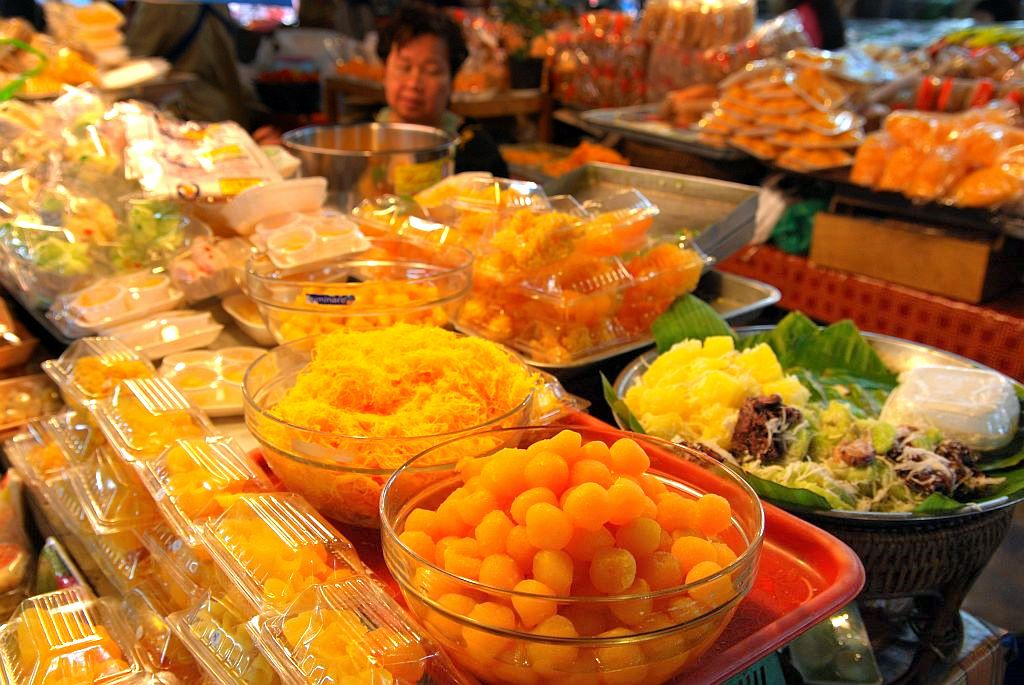
チェンマイのタニン市場で売られている菓子類。

- サークー・ガティ（สาคูกะทิ）：サゴヤシでん粉またはタピオカ・パール入りのココナッツミルク。
- フォーイ・トーン（ฝอยทอง）：マツリカやイランイランで香りをつけたシロップを熱し、アヒルの卵黄を細く糸状に垂らして火を通した、鶏卵素麺に似た菓子。
- カオニャオ・マムアン（ข้าวเหนียวมะม่วง）：甘いココナッツミルクで炊いたもち米にマンゴーを添えたデザート。
- サンカヤー（สังขยา）：ココナッツミルクを用いたカスタードプディング。カスタード液をカボチャに入れて蒸すとサンカヤー・ファクトン（สังขยาฟักทอง）となる。
- ロッチョン・ナーム・ガティ（ลอดช่องน้ำกะทิ）：チェンドル入りのココナッツミルク。
- マムアンナンプラーワーン（มะม่วงน้ำปลาหวาน）：未熟のマンゴーを甘く味付けした魚醤とからめたもの。
- ルークチュップ（ลูกชุบ）：緑豆などで作った餡を着色した寒天で包み、青果の形にかたどったもの。
- タプティムグロープ（ทับทิมกรอบ）
- ブアローイ（บัวลอย）

### 飲料

#### 酒類
- スィーン（เบียร์สิงห์）：日本のものと比べ、アルコール度数が若干高めのラガー。
- ビア・チャーン（เบียร์ช้าง）：ピルスナータイプのビール。
- ビア・プーケット（เบียร์ภูเก็ต）
- サートー（สาโท） - 米酒（ライスワイン）の1種。
- タイ・ウイスキー：米と糖蜜から作られる焼酎の1種。

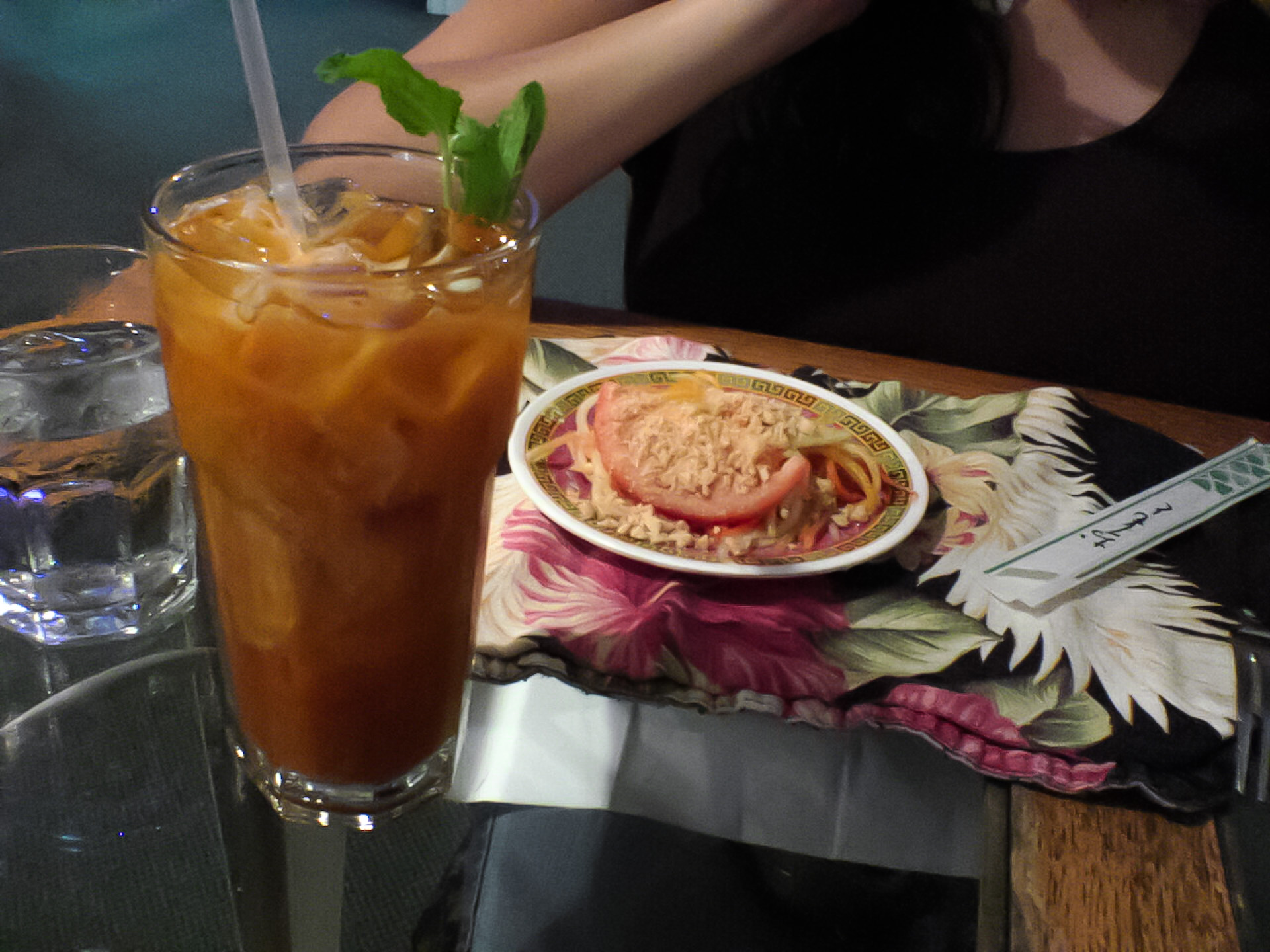
タイ風アイスティー

- サンソム - タイのラム酒

#### 清涼飲料
- チャー・イェン（ชาเย็น）：コンデンスミルクで甘みをつけた赤茶色のタイ風アイスティー。
- チャー・マナーオ（ชามะนาว）：ライム（マナーオ）を使ったアイスティー。
- テーンモー・パン（แตงโมปั่น）：スイカを氷と一緒にミキサーにかけた飲み物。普通塩少々を加える。
- カティンデン（クラティンデーン）（กระทิงแดง）：レッドブルの元になった清涼飲料。
- M150：タイで人気のエナジードリンク。

#### その他
- ドイトンコーヒー

## その他
- ガパオライス（カオパットガパオ、th:ข้าวผัดกะเพรา、ガパオ炒めご飯の意） - 日本のタイ料理屋にて提供されているガパオライスであるが、これはパッガパオガイ（鶏肉のホーリーバジル炒めをもとに、日本にて作られた料理名であり、そもそも現地でガパオとはホーリーバジルという意味であり通じないことが多い。単にパットガパオは、ガパオ炒めでありご飯は付いていない。
- タイ式フルーツカービング - 果物に彫刻を施す、タイの伝統的な工芸。タイの王室で発展した。